# Ландман (Петропавлівський район)
Ландман (нім. Landmann), німецька колонія, хутір, що засновано 1927 року на північний захід від села Петропавлівка. Відносилася до Петропавлівського району Дніпропетровської області.
Землі було 380 десятин. 
7 (20) листопада 1917 року, відповідно до Третього Універсалу Української Центральної Ради, увійшло до складу Української Народної Республіки.  
На 1943 рік мешкало 131 особа.